# محمد إيسياخم
محمد إيسياخم رسام تشكيلي ومصمم جرافيك جزائري. من رواد الحركة التجريدية في العصر الحديث، ولد في 17 جوان 1928 بآث جناد، بالقرب من أزفون بتيزي وزو في الجزائر
كان عضو في الاتحاد الوطني الجزائري للفنون التشكيلية.

## حياته

### طفولته
ولد الفنان التشكيلي الجزائري محمد اسياخم في 17 يونيو 1928 ، بمدينة القبائل أزفون، بالجزائر. وهي قرية صغيرة تبعد عن تيزي وزو حوال 43 كيلو متر وفي 1931 انتقل إلى غليزان بحكم عمل جده ووالده بتلك المدينة أين إشتغلوا في تسيير الحمامات وقضى معظم طفولته فيها وفي 1943 حدث أمرا غير حياته بشكل جذري قام بسرقة قذيفة يدوية من مخيم الجيش الأمريكي والتي انفجرت فماتت له اختين وابن اخت، بينما هو بقي نزيل في المشفى لمدة عامين بعد ان خسر ذراعه الايسر.
وفي المشفى كان يقوم تحت إشراف الراهبات بالرسم أين إكتشفوا مواهبه الخارقة في هذا الفن وعند خروجه من المشفى تعرض لصدمــة أخرى وهي تنكر أمه له أين خرج من بيت متوجها لحديقة وسط المدينة وسط شرود ذهني كبير وكان لايملك أي مصروف وخطرته فكرة أن يتوجه إلى العاصمة وقصد محطة القطار وغادر غليزان.

### شبابه
وفي العاصمة بدأ حياة جديدة وواعدة حيث بين عام 1947 و 1951 كان منضماً إلى جمعية طلابية للفنون الجميلة في مدرسة الفنون الجميلة في الجزائر. واتبع مسار فنان المصغرات عمر راسم.
1953 و 1958 حضر في مدرسة الفنون الجميلة في باريس. محمد غادر فرنسا في 1958 وذهب إلى ألمانيا ومن ثم إلى ألمانيا الشرقية واستقر فيها حتى استقلال الجزائر.
في 1962 عاد إلى الجزائر حيث عمل كصانع رسوم كارتونية للجريدة اليومية جمهورية الجزائر.
1963 كان يعتبر عضو اساسي في الاتحاد الوطني للفن التشكيلي بين 1964 و 1966 كان رئيس ورشة رسم في مدرسة الفنون الجميلة في الجزائر. من بين العديد من طلابه كانت Ksenia Milicevic.
بعد ذلك عمل كمدير لمدرسة الفنون الجميلة في وهران. بين 1965 إلى 1982 صمم نماذج للعملة النقدية الجزائرية وكذلك الطوابع الجزائرية.
سافر إلى فيتنام في 1972 وفي 1973 فاز بمدالية ذهبية في معرض الجزائر الدولي لعمله منصة لوزارة العمل والشؤون الاجتماعية.

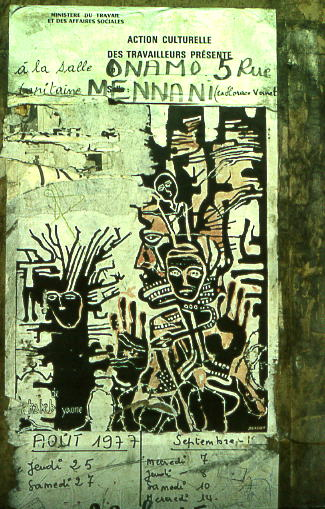
رسم خاص لمسرحية كاتب ياسين

بين 1973 إلى 1978 عاد إلى رسم الكاريكاتير 1977 عمل على تحقيق لوحة جصية لمطار الجزائر.. وزارة العمل والشؤون الاجتماعية نشرت كتيب في الجزائر وكاتب ياسين كتب مقدمته تحت عنوان Issiakhem's lynx Eyes and Americans ، خمس وثلاثون سنة لجحيم رسام.

## أعماله
- الشهداء
- الأرملة
- الشمس السوداء
- الجراح
- الجدار
- القصبة

## جوائز
- «جائزة الماريشال بتان» في فرنسا رفضها
- «جائزة المعرض الدولي» في الجزائر.

- 1980 استلم أول جائزة الأسد الذهبي لليونيسكو للفن الأفريقي.

## وفاته
توفي 1 كانون 1985 بعد مرض دام طويلاً.

## الفنان في التلفزيون
قامت مؤسسة التلفزيون الجزائري بشريط وثائقي حول الفنان يسرد تفاصيل حياته الفريدة وكان برفقة كاتب ياسين 

## ذكرى
أطلق اسم امحمد إيسياخم على دار الثقافــــــــــــة لولاية غليزان تخليدا لذكراه.كما إحتفل موقع قوقل في 17 جوان 2018م بمناسبة الذكرى 90 لميلاد الفنان.